# العلاقات التوغوية النيكاراغوية
العلاقات التوغولية النيكاراغوية هي العلاقات الثنائية التي تجمع بين توغو ونيكاراغوا.

## مقارنة بين البلدين
هذه مقارنة عامة ومرجعية للدولتين:
| وجه المقارنة                                              | توغو            | نيكاراغوا        |
| --------------------------------------------------------- | --------------- | ---------------- |
| المساحة (كم2)                                             | 56.78 ألف       | 130.38 ألف       |
| عدد السكان (نسمة)                                         | 7.80 مليون      | 6.22 مليون       |
| الكثافة السكانية (ن./كم²)                                 | 137.37          | 47.71            |
| العاصمة                                                   | لومي            | ماناغوا          |
| اللغة الرسمية                                             | لغة فرنسية      | اللغة الإسبانية  |
| العملة                                                    | فرنك غرب أفريقي | كوردبا نيكاراغوا |
| الناتج المحلي الإجمالي (بليون دولار)                      | 4.81 مليار      | 13.81 مليار      |
| الناتج المحلي الإجمالي (تعادل القوة الشرائية) بليون دولار | 10.67 مليار     | 31.63 مليار      |
| الناتج المحلي الإجمالي الاسمي للفرد دولار أمريكي          | 559             | 2.09 ألف         |
| الناتج المحلي الإجمالي للفرد دولار أمريكي                 | 1.43 ألف        | 4.92 ألف         |
| مؤشر التنمية البشرية                                      | 0.484           | 0.631            |
| رمز المكالمات الدولي                                      | +228            | +505             |
| رمز الإنترنت                                              | .tg             | .ni              |
| المنطقة الزمنية                                           | 00              | 00               |

## منظمات دولية مشتركة
يشترك البلدان في عضوية مجموعة من المنظمات الدولية، منها:
| علم المنظمة | اسم المنظمة                               | تاريخ انضمام توغو | تاريخ انضمام نيكاراغوا |
| ----------- | ----------------------------------------- | ----------------- | ---------------------- |
|             | مؤسسة التنمية الدولية                     | 21 أغسطس 1962     | 30 ديسمبر 1960         |
|             | يونسكو                                    | 17 نوفمبر 1960    | 22 فبراير 1952         |
|             | وكالة ضمان الاستثمار متعدد الأطراف        | 15 أبريل 1988     | 12 يونيو 1992          |
|             | الأمم المتحدة                             | 20 سبتمبر 1960    | 24 أكتوبر 1945         |
|             | الاتحاد البريدي العالمي                   | ?                 | ?                      |
|             | البنك الدولي للإنشاء والتعمير             | 1 أغسطس 1962      | 14 مارس 1946           |
|             | الاتحاد الدولي للاتصالات                  | 14 سبتمبر 1961    | 12 مايو 1926           |
|             | منظمة حظر الأسلحة الكيميائية              | ?                 | ?                      |
|             | مؤسسة التمويل الدولية                     | 4 سبتمبر 1962     | 20 يوليو 1956          |
|             | المركز الدولي لتسوية المنازعات الاستشارية | 10 سبتمبر 1967    | 19 أبريل 1995          |
|             | منظمة التجارة العالمية                    | ?                 | ?                      |
|             | منظمة الشرطة الجنائية الدولية             | ?                 | ?                      |

## وصلات خارجية
- موقع وزارة الخارجية النيكاراغوية